# Sart-Dames-Avelines
Sart-Dames-Avelines (wa. El-Sårt-Dames-Avlenes) – dzielnica (section) gminy Villers-la-Ville w Belgii, w Regionie Walońskim, w prowincji Brabancja Walońska, w okręgu Nivelles. 1 stycznia 2020 roku liczyła 3049 mieszkańców. Do 31 grudnia 1976 samodzielna gmina.

## Demografia
Liczba mieszkańców, stan na 1 stycznia:
| Rok                | 1930 | 1961 | 2020 |
| ------------------ | ---- | ---- | ---- |
| Liczba mieszkańców | 1885 | 1818 | 3049 |